# Gelis difficilis
Gelis difficilis là một loài tò vò trong họ Ichneumonidae.